# Stalobelus tenuispina
Stalobelus tenuispina är en insektsart som beskrevs av Peláez 1935. Stalobelus tenuispina ingår i släktet Stalobelus och familjen hornstritar. Inga underarter finns listade i Catalogue of Life.